# مارك لابريشيه
مارك لابريشيه هو مقدم تلفزيوني وممثل كندي، ولد في 20 نوفمبر 1960 بمونتريال في كندا.

## أعمال

### أفلام
- (2007) أيام الظلام

## وصلات خارجية
- مارك لابريشيه على موقع IMDb (الإنجليزية)
- مارك لابريشيه على موقع ألو سيني (الفرنسية)
- مارك لابريشيه على موقع ميوزك برينز (الإنجليزية)
- مارك لابريشيه على موقع أول موفي (الإنجليزية)
- مارك لابريشيه على موقع قاعدة بيانات الأفلام السويدية (السويدية)
- مارك لابريشيه على موقع قاعدة بيانات الفيلم (الإنجليزية)
- مارك لابريشيه على موقع كينوبويسك (الروسية)